# Carex molestiformis
Espèce
Classification phylogénétique
Carex molestiformis est une espèce des plantes du genre Carex et de la famille des Cyperaceae.